# 6 Feet
6 Feet è un singolo del rapper britannico Scarlxrd. Il video è stato pubblicato il 2 settembre 2017.